# Michele Giordano
Michele Giordano (Sant'Arcangelo, 26 de setembro de 1930 – Nápoles, 2 de dezembro de 2010) foi um cardeal e arcebispo católico italiano, era Arcebispo-emérito de Nápoles.

## Biografia
Ordenado sacerdote em 5 de julho de 1953 por Giacomo Palombella, Arcebispo de Matera, ficou adstrito à Diocese de Tursi-Lagonegro. Em 23 de dezembro de 1971 foi nomeado Bispo Auxiliar de Matera, com o título de Lari Castellum.
Em 12 de junho de 1974 foi nomeado Arcebispo de Matera; em 9 de maio de 1987 foi nomeado Arcebispo de Nápoles.
Em 28 de junho de 1988 Michele Giordano foi elevado à dignidade cardinalícia por nomeação do Papa João Paulo II, com o título de Cardeal-presbítero de S. Gioacchino ai Prati di Castello.
Em 20 de maio de 2006 Michele Giordano resignou ao seu cargo na Arquidiocese de Nápoles devido a ter atingido o limite de idade.

## Ordenações
Principal Consagradora de:
- Michele Scandiffio (1988)
- Giuseppe Rocco Favale † (1989)
- Ciriaco Scanzillo † (1989)
- Agostino Vallini (1989)
- Francesco Tommasiello † (1989)
- Nicola Comparone † (1990)
- Umberto Tramma † (1990)
- Armando Dini (1990)
- Francesco Saverio Toppi, O.F.M.Cap. † (1990)
- Beniamino Depalma, C.M. (1991)
- Agostino Superbo (1991)
- Eduardo Davino † (1993)
- Francesco Pio Tamburrino, O.S.B. (1998)
- Michele De Rosa (1998)
- Salvatore Giovanni Rinaldi (2000)
- Vincenzo Pelvi (2000)
- Ângelo Spinillo (2000)
- Orazio Soricelli (2000)
- Filippo Iannone, O.Carm. (2001)

Co-consagrador Principal de:
- Pietro Farina † (1999)
- Bruno Forte (2004)
- Arturo Aiello (2006)